# Strada nazionale 83
La strada nazionale 83 era una strada nazionale del Regno d'Italia, che congiungeva Grottaminarda ad Eboli.
Venne istituita nel 1923 con il percorso "Innesto con la nazionale n. 80 presso Grottaminarda - Castel Baronia - Bivio per Contursi - Innesto presso Eboli con la nazionale n. 87".
Nel 1928, in seguito all'istituzione dell'Azienda Autonoma Statale della Strada (AASS) e alla contemporanea ridefinizione della rete stradale nazionale, il suo tracciato costituì la strada statale 91 della Valle del Sele.